# هامارتوم
هامارتوم (به انگلیسی: Hamartoma) یا نامرتبی بافتی، یک اختلال مادرزادی کانونی و از دید شبه نئوپلازی، توموری خوش‌خیم مرکب از بخشی نامرتب از بافت است. این بخش نامرتب از بافت، درمحل خود از نظر بافتی، طبیعی است.
این بخش از بافت به رشدی طبیعی ادامه می‌دهد ولی چیدمان بافتی آن غیرطبیعی خواهد ماند.

## علت‌ها
هامارتوما یک قسمت غیرمعمول از بافت نرمال است که همراه و به همان نسبتِ بافت رشد می‌کند. هامارتوما معمولاً برخلاف تومور بدخیم و کنسروس تهاجم (موضعی یا غیرموضعی) یا فشار به بافت سالم را ندارد. البته اساس وجود آن کامل شناخته نشده.
یافته‌ها نشان می‌دهد هامارتوما در افراد با بعضی سندرم‌های ژنتیک شایع تر است.

## انواع
- هامارتوم شش‌ها
- هامارتوم قلب
- هامارتوم احشایی
- هامارتوم هیپوتالاموس